# About a Girl
About a Girl är en singel från 1994 av det amerikanska grungebandet Nirvana. "About a Girl", som skrevs av Nirvanas sångare Kurt Cobain, lanserades från början på bandets debutalbum Bleach medan singelversionen släpptes på livealbumet MTV Unplugged in New York. Låten hamnade som bäst på plats 1 i USA och nådde även upp på topp tio i Australien, Danmark, Finland och Kanada.
"About a Girl" handlar om Cobains dåvarande flickvän Tracy Marander och var Cobains första försök att skriva en kärlekslåt. Han hämtade inspiration till låten av de meningsskiljaktigheter han och Marander hade i sitt förhållande samt av Meet the Beatles!. Cobain var orolig över att ta med låten på Bleach eftersom den var mer popinspirerad än de övriga låtarna på albumet. Producenten Jack Endino gav honom sitt stöd och skivbolaget, Sub Pop, protesterade inte mot beslutet att inkludera låten på albumet. "About a Girl" var en av få låtar från Bleach som Nirvana fortsatte att uppträda med live under hela sin verksamma tid.
Det släpptes inte någon musikvideo med nyinspelat videomaterial för "About a Girl" utan istället redigerades en musikvideo ihop från Nirvanas uppträdande på MTV Unplugged, som hade regisserats av Beth McCarthy. Recensionerna av "About a Girl" var främst positiva där flera recensenter listade låten på topp 10 över de bästa Nirvana-låtarna någonsin. New Musical Express placerade 2014 "About a Girl" på plats 464 på sin lista "The 500 Greatest Songs of All Time".

## Bakgrund och inspelning
"About a Girl" skrevs av Kurt Cobain efter att han hade tillbringat en eftermiddag med att upprepade gånger lyssna på Meet the Beatles!. Cobain var orolig över att ta med låten på Nirvanas debutalbum Bleach eftersom han kände att det var en risk att inkludera en popinspirerad låt på ett grungealbum. Producenten för Bleach, Jack Endino, märkte att Cobain var nervös över detta och Cobain sade åt Endino att stötta honom i hans beslut, vilket Endino gjorde. Endino var orolig över vad Sub Pop skulle tycka om låten, men det visade sig att de inte protesterade mot beslutet att inkludera "About a Girl" på albumet utan snarare uppskattade de låten. Cobain hade vid tidpunkten flera liknande låtar på lager, såsom "Polly", men dessa valdes bort från Bleach till fördel för mer aggressiva grungelåtar. Från början hade Cobain ingen titel på låten, men efter att Nirvanas dåvarande trumslagare Chad Channing frågade honom vad låten handlade om svarade Cobain: "om en flicka" (på engelska: "about a girl"). Channing föreslog att de skulle kalla låten för detta och Cobain gick med på det.
Demoversioner av "About a Girl" spelades in av både Cobain och Nirvana under 1988 och dessa versioner släpptes senare på samlingsboxen With the Lights Out och samlingsalbumet Sliver: The Best of the Box. Låten spelades in för Bleach i december 1988 och januari 1989 i Reciprocal Recording i Seattle, Washington. Singelversionen av "About a Girl" spelades in den 18 november 1993 i Sony Music Studios i New York, New York under Nirvanas uppträdande på MTV Unplugged.

## Komposition och låttext
"About a Girl" handlar om Cobains dåvarande flickvän Tracy Marander. Cobain och Marander bodde tillsammans i Olympia, Washington och Cobain tillbringade mycket tid i deras lägenhet med att titta på TV, spela in blandband eller skriva låtar. Efter att Marander hade beklagat sig över att han hade skrivit låtar om allt möjligt förutom henne försökte sig Cobain på att skriva sin första kärlekslåt. Cobain fick inspiration till "About a Girl" av de meningsskiljaktigheter han och Marander hade i sitt förhållande och han valde att skriva om delar av en av deras tidigare dispyter till en låt. Cobain berättade aldrig för Marander att låten handlade om henne utan hon fick reda på det först några år senare av Nirvanas levnadstecknare Michael Azerrad.
Författaren Christopher Sandford ansåg att "About a Girl" hade en harmonisk melodi och en ironisk refräng och i tidskriften Sounds skrev Keith Cameron att låten var uppiggande och spännande att lyssna på, men att det fanns en påtaglig känsla av fara bakom den. Cameron ansåg att "About a Girl" när som helst kunde falla isär eftersom det inte fanns någon lättnad i den. I boken Nirvana: Teen Spirit - The Stories Behind Every Song skrev Chuck Crisafulli att han tyckte att låten stod ut i mängden eftersom både låtens uppkomst och ämne var väldigt verkliga. Crisafulli ansåg att "About a Girl" fick med all ilska och ömhet som fanns i Cobains och Maranders misslyckade förhållande och att låten var uppbyggd på ett väldigt snärtigt sätt. Julianne Escobedo Shepherd på Rolling Stone ansåg att "About a Girl" visade på Cobains oerfarenhet med kvinnor och hur osäker han var på om han någonsin skulle kunna släppa taget om Marander.

## Lansering och mottagande

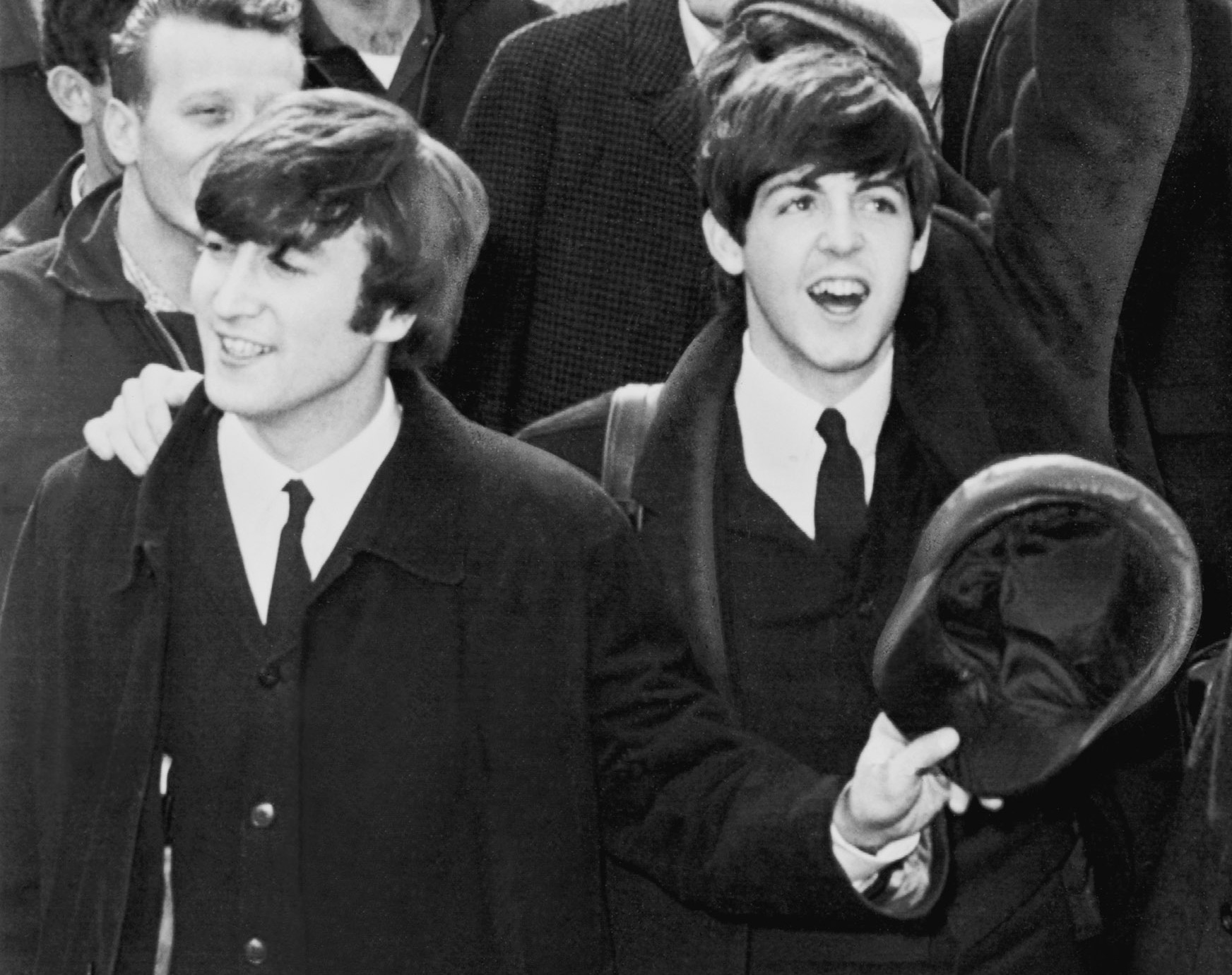
"About a Girl" har av flera recensenter jämförts med de The Beatles-låtar John Lennon (vänster) och Paul McCartney (höger) skrev.

"About a Girl" lanserades den 24 oktober 1994 i Europa och Australien via Geffen Records. Låten nådde som bäst plats 1 i USA, men kom även med på topp tio i Australien, Danmark, Finland och Kanada. "About a Girl" var en av få låtar från Bleach som Nirvana fortsatte att uppträda med live under hela sin verksamma tid. Titeln på dokumentären Kurt Cobain: About a Son är inspirerad av "About a Girl" och det är även titeln på romanen Om en pojke av Nick Hornby. Gitarriffen har noterats vara snarlika de som förekommer på det kroatiska rockbandet Parni Valjaks låt "Hrast" från 1979.
Marander har sagt att hon älskar låten och tycker den är vacker. Everett True kallade "About a Girl" för en "skrällig kärlekslåt [...] med [ett] sorgset, akustiskt gitarrintro" och han skrev att det var en av få framträdande låtar på Bleach. Butch Vig, producenten för Nevermind, har sagt att han tyckte "About a Girl" var den bästa låten på Bleach och att den visade på hur mycket Cobain inspirerades av The Beatles i sitt låtskrivande. Även institutionen Rock and Roll Hall of Fame and Museum höll med om The Beatles inflytande på Cobain vad det gällde "About a Girl" och de placerade låten på plats 3 på listan "10 Essential Nirvana Songs". Jeremy Allen från The Guardian kallade "About a Girl" för "den bästa [The Beatles]-låten Lennon och McCartney aldrig skrev" och att den var så nära en kärlekslåt Cobain kunde uppbåda vid tidpunkten. Allen tog med "About a Girl" på sin lista över de tio bästa låtarna av Nirvana någonsin.
"About a Girl" kom 2004 på plats 2 när New Musical Express listade de tjugo bästa Nirvana-låtarna någonsin och 2011 placerade tidskriften låten på plats 9 på listan "Nirvana: Ten Best Songs" samt att de 2014 placerade "About a Girl" på plats 464 på listan "The 500 Greatest Songs of All Time". "About a Girl" hamnade på plats 4 på Stereogums lista "The 10 Best Nirvana Songs" från 2014 och plats 9 på listan "10 Best Nirvana Songs" av Loudwire. Låten kom på plats 7 på listan "15 Greatest Nirvana Songs" av Slant Magazine och listades på plats 7 på "10 Best Nirvana Songs" av Diffuser.fm. "About a Girl" hamnade på plats 2 på listan "10 Greatest Nirvana Songs Ever" av Q och kom även med på listan "The 15 Best Nirvana Songs Not On Nevermind" från 2011 av Paste. "About a Girl" hamnade på plats åtta över de 20 mest spelade Nirvana-låtarna någonsin i Storbritannien, vilket var en lista framtagen av Phonographic Performance Limited för att hedra Cobains 50-årsdag den 20 februari 2017.

## Musikvideo
Någon musikvideo med nyinspelat videomaterial släpptes inte för "About a Girl" utan istället redigerades tre musikvideor ihop från Nirvanas uppträdande på MTV Unplugged, där dessa släpptes kort efter lanseringen av livealbumet MTV Unplugged in New York. Förutom en musikvideo för "About a Girl" släpptes även en för "All Apologies" och en för "The Man Who Sold the World". Som regissör för dessa musikvideor stod Beth McCarthy och de lanserades i november 2007 på videoalbumet MTV Unplugged in New York.

## Coverversioner
Flera artister har gjort coverversioner av "About a Girl". Cibo Matto spelade in sin version av låten 1999 och 2005 släpptes låten på EP:n About a Girl av Cibelle. Reggaeartisten Little Roy har tolkat "About a Girl" på sitt Nirvana-inspirerade album Battle for Seattle och i oktober 2011 släppte skivbolaget Reimagine Music sitt hyllningsalbum Come as You Are: A 20th Anniversary Tribute to Nirvana's Nevermind, där tolkningen av "About a Girl" spelades in av Anthony Raneri. Beach Slang spelade in en cover av låten för hyllningsalbumet Doused in Mud, Soaked in Bleach. Medlemmarna i Bad Cash Quartet började spela "About a Girl" när de var 11 år gamla, dock undvek de refrängen eftersom de ansåg att den var för komplicerad vid tillfället. Coverversioner har även spelats in av The Balls, Art-School, Michael Armstrong, Rikkha och Beach Slang. Både Best Coast och Puddle of Mudd har uppträtt med låten live och Dave Grohl, dåvarande trumslagare i Nirvana, uppges ha spelat in en coverversion av "About a Girl" tillsammans med producenten Barrett Jones innan Nirvanas upplösning, men detta har inte bekräftats officiellt.

## Låtlista
Alla låtar är skrivna och komponerade av Kurt Cobain, om inte annat anges. 
| Nr | Titel                              | Kompositör           | Längd |
| -- | ---------------------------------- | -------------------- | ----- |
| 1. | About a Girl (liveversion)         |                      | 3:37  |
| 2. | Something in the Way (liveversion) | Cobain, Mark Lanegan | 4:01  |

## Topplistor
| Land eller världsdel               | Högsta listplacering |
| ---------------------------------- | -------------------- |
| Australien                         | 4                    |
| Belgien                            | 13                   |
| Danmark                            | 7                    |
| Finland                            | 8                    |
| Frankrike                          | 23                   |
| Italien                            | 21                   |
| Kanada                             | 10                   |
| Nederländerna (Nederlandse Top 40) | 26                   |
| Nederländerna (Single Top 100)     | 22                   |
| Sverige                            | 20                   |
| USA (Hot 100 Airplay)              | 22                   |
| USA (Mainstream Rock)              | 3                    |
| USA (Mainstream Top 40)            | 29                   |
| USA (Modern Rock Tracks)           | 1                    |